# لیم سنتر (نیوهمپشایر)
لیم سنتر (به انگلیسی: Lyme Center) یک منطقهٔ مسکونی در ایالات متحده آمریکا است که در شهرستان گرافتن، نیوهمپشایر واقع شده‌است. لیم سنتر ۲۴۵٫۰۶ متر بالاتر از سطح دریا واقع شده‌است.